# Cerro Navia
Cerro Navia är en kommun i Chile.   Den ligger i provinsen Provincia de Santiago och regionen Región Metropolitana de Santiago, i den södra delen av landet. 
Runt Cerro Navia är det i huvudsak tätbebyggt. Runt Cerro Navia är det mycket tätbefolkat, med 3 757 invånare per kvadratkilometer.